# Фускальдо
Фускальдо (італ. Fuscaldo, сиц. Fuscàudu) — муніципалітет в Італії, у регіоні Калабрія,  провінція Козенца.
Фускальдо розташоване на відстані близько 410 км на південний схід від Рима, 80 км на північний захід від Катандзаро, 23 км на північний захід від Козенци.
Населення — 8173 особи (2014).
Щорічний фестиваль відбувається 25 липня. Покровитель — San Giacomo Maggiore.

## Демографія
Населення за роками:

Станом на 1 січня 2023 року в муніципалітеті офіційно проживали 203 іноземці з 42 країн, серед них 49 громадян країн Євросоюзу та 12 громадян України.

## Сусідні муніципалітети
- Черцето
- Гуардія-П'ємонтезе
- Латтарико
- Монграссано
- Монтальто-Уффуго
- Паола
- Рота-Грека
- Сан-Бенедетто-Уллано